# Pisanki
Pisanki – wieś w Polsce położona w województwie podlaskim, w powiecie monieckim, w gminie Trzcianne.
W latach 1975–1998 miejscowość administracyjnie należała do województwa białostockiego.
Liczba mieszkańców wsi Pisanki w 2011 roku wynosiła 119 osób.
Wierni kościoła rzymskokatolickiego należą do parafii św. Apostołów Piotra i Pawła w Trzciannem.